# Euterebra angelli
Euterebra angelli is een slakkensoort uit de familie van de Terebridae. De wetenschappelijke naam van de soort is voor het eerst geldig gepubliceerd in 1984 door J. Gibson-Smith & W. Gibson-Smith.